# Kalina (Braniewo)

Kalina est un village polonais de la voïvodie de Varmie-Mazurie, dans le powiat de Braniewo.